# Rothausen

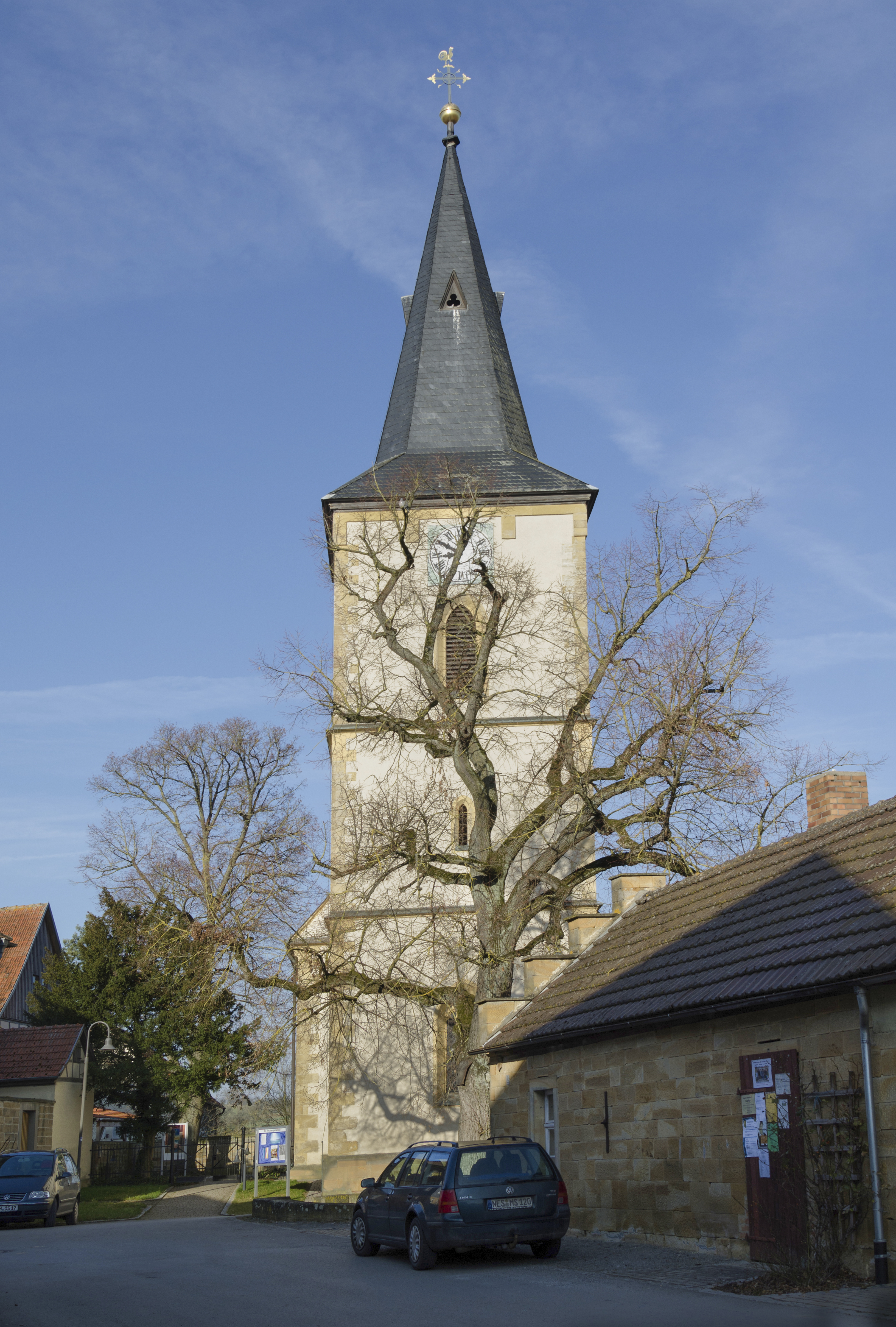
Gerichtslinde und Kirche auf dem Dorfplatz

Rothausen ist ein Gemeindeteil der Gemeinde Höchheim im unterfränkischen Landkreis Rhön-Grabfeld in Bayern.

## Geografie
Das Pfarrdorf liegt im unterfränkischen Teil des Grabfelds an der Grenze zu Thüringen und wird vom Brühlsgraben, einem Zufluss der Milz, durchflossen.

## Geschichte

### 9. bis 16. Jahrhundert
855 schenkten Appo und seine Gemahlin dem Kloster Fulda ihr Eigentum in „Rodahusun“ im Gau Grabfeld. Der Ortsname bedeutet „bei den Häusern auf der Rodung“. 1181 übergaben die Brüder Hermann und Wicker von Rothausen „villam Rodenhusen“ in den Besitz des Klosters Bildhausen. Bischof Heinrich trennte 1194 den Ort von der Pfarrei Mellrichstadt und erhob ihn zur Pfarrei.
Später gehörte der Ort zur Grafschaft Henneberg-Römhild. Durch zwei Erbteilungen der Linie Henneberg-Römhild in den Jahren 1468 und 1532 kam Rothausen als Teil des Amts Römhild an Graf  Berthold XVI. von Henneberg-Römhild, welcher seinen Besitz 1548 an die Grafen von Mansfeld verkaufte. Diese wiederum veräußerten das Amt Römhild mit Rothausen im Jahr 1555 an die ernestinischen Wettiner. Um 1560 wurde im Ort die Reformation eingeführt. Aufgrund von Erbteilungen der ernestinischen Herzogtümer gehörte Rothausen ab 1572 zu Sachsen-Coburg-Eisenach und ab 1596 zu Sachsen-Coburg.
Vom Burgstall Rothausen haben sich keine Spuren erhalten.

### 17. und 18. Jahrhundert
1594/99 erhielten durch einen Rezess die sächsischen Herzöge  die peinliche Gerichtsbarkeit in Rothausen, während die Vogtei-Gerichtsbarkeit dem Kloster Bildhausen vorbehalten blieb. Das Hochstift Würzburg wiederum erhielt das Recht, Steuern zu erheben. Noch heute erinnert eine sehenswerte Gerichtslinde auf dem Dorfplatz an diese vergangenen Zeiten.
Seit 1633 gehörte Rothausen wieder zu Sachsen-Coburg-Eisenach. 1628 sollte die Gegenreformation gewaltsam durchgeführt werden. Ein bischöflicher Kommissar rückte mit 50 Reitern und 1300 Mann Fußvolk an. Nach nur wenigen Jahren setzte sich aber die evangelische Konfession wieder durch.
Ab 1640 gehörte Rothausen zu Sachsen-Altenburg. 1656 wurde dem Haus Sachsen nach langem Rechtsstreit mit dem Kloster Bildhausen das Patronatsrecht in Rothausen zugestanden. Nachdem das Haus Sachsen-Altenburg ausgestorben war, gehörte Rothausen ab 1672 zu Sachsen-Gotha-Altenburg und ab 1680 zu Sachsen-Römhild. Nach dem Tod des Herzogs von Sachsen-Römhild wurde das Amt Römhild im Jahr 1710 aufgeteilt unter Sachsen-Coburg-Saalfeld (1⁄3) und Sachsen-Meiningen (2⁄3).

### 19. und 20. Jahrhundert
In einem Staatsvertrag wurde Rothausen wie auch Gollmuthhausen im Jahre 1808 dem Großherzogtum Würzburg einverleibt. Mit der Auflösung des Rheinbunds 1814 und dem Beschluss des Wiener Kongresses fiel das Großherzogtum Würzburg größtenteils an das Königreich Bayern. Der Ort gehörte ab 1817 zum Untermainkreis, der 1838 in Unterfranken und Aschaffenburg (später nur noch Unterfranken) umbenannt wurde.
1896 wurde durch Brandstiftung ein Drittel des Dorfes eingeäschert. Seit 1918 lag Rothausen im Freistaat Bayern. Das Bezirksamt Königshofen, zu dem der Ort gehörte, wurde ab 1939 in Landkreis Königshofen im Grabfeld umbenannt.
Im Rahmen der Gebietsreform am 1. Juli 1972 wurden die bisherigen Kreise Königshofen im Grabfeld und Mellrichstadt in den Landkreis Bad Neustadt an der Saale eingegliedert. Zum 1. Mai 1973 wurde er in Landkreis Rhön-Grabfeld umbenannt. Am 1. Januar 1975 wurde Rothausen nach Höchheim eingemeindet.

## Religion
Der Ort war seit 1194 Sitz einer katholischen Pfarrei. 
1560 wurde die Reformation eingeführt und Gollmuthhausen der Pfarrei angegliedert. Andreas May war 1560 der erste evangelische Pfarrer in der Gemeinde. Er wurde vom Herzog von Sachsen eingesetzt. Die 1628 erfolgte gewaltsame Gegenreformation setzte sich in den Folgejahren nicht durch. 1658 wurde eine neue Kirche errichtet, Turm und Chor sind dagegen spätmittelalterlich, vermutlich aus dem 15. Jahrhundert.
Rothausen wurde 1845 Sitz eines protestantischen Dekanats, welcher 1947 nach Bad Neustadt an der Saale verlegt wurde. Die evangelische Gemeinde im Ort gehört heute zur Pfarrei Irmelshausen.
Die Katholiken des Ortes gehören zur Pfarrei Heilig Kreuz im neun Kilometer entfernten Herbstadt. Deren Filialkirche St. Laurentius befindet sich in Ottelmannshausen, siebeneinhalb Kilometer von Rothausen entfernt.

## Vereine
- Gesangverein Dorfchor Rothausen 1952 e. V.

## Baudenkmäler
→ Liste der Baudenkmäler in Höchheim

## Persönlichkeiten
- Jürgen Wiener (* 1959), Kunsthistoriker